# Танагра-широкодзьоб колумбійська
Танагра-широкодзьоб колумбійська (Chlorothraupis olivacea) — вид горобцеподібних птахів родини кардиналових (Cardinalidae).

## Поширення
Вид поширений на сході Панами, заході Колумбії та північному заході Еквадору. Його природні місця проживання — субтропічні або тропічні вологі низовинні ліси, субтропічні або тропічні вологі гірські ліси та сильно деградовані колишні ліси.